# Kulturmiljövård
Kulturmiljövård är en samlingsbeteckning för verksamheter avsedda att vårda, förvalta, levandegöra och sprida kunskap om kulturvärden hos fornlämningar, bebyggelse och kulturlandskap. 
Termen kulturmiljö har sedan 1980-talet använts som en beteckning för helheter i den ”fysiska” miljön som påverkats och formats av mänsklig aktivitet, och som därigenom speglar berättelser om mänskligt liv. Det kan vara lämningar, byggnader och bebyggelse, samhällen, väg- och järnvägsnät, infrastruktur såsom el- och telenät, industrier och jordbrukslandskapet inklusive skog och skogsmark. 

## Aktörer inom kulturmiljövården
Den offentliga kulturmiljövården styrs framför allt av fyra lagar, kulturmiljölagen, miljöbalken, plan- och bygglagen samt skogsvårdslagen. 
Riksantikvarieämbetet är en statlig myndighet som har ett övergripande ansvar för kulturmiljövård och kulturarv i Sverige. Även andra centrala myndigheter har en viktig roll. Flertalet beslut enligt kulturminneslagen fattas dock av länsstyrelserna, som har det regionala ansvaret. Kommunerna har stort inflytande genom den kommunala planeringen av kulturmiljövården. Även länsmuseer och kommunala museer har i praktiken ett mycket stort inflytande. 
Det viktigaste är dock allmänhetens engagemang och insatser. Inledningsparagrafen i kulturminneslagen fastslår att "det är en nationell angelägenhet att skydda och vårda vår kulturmiljö. Ansvaret för detta delas av alla. Såväl enskilda som myndigheter skall visa hänsyn och aktsamhet mot kulturmiljön. Den som planerar eller utför ett arbete skall se till att skador på kulturmiljön såvitt möjligt undviks eller begränsas."
Allmänhetens arbete med kulturmiljövård har sedan 1800-talet präglats av hembygdsrörelsen och sedan 1980-talet av byggnadsvårdsrörelsen. 
På Linnéuniversitetet finns ett utbildningsprogram med inriktning på kulturmiljö.

## Historik
Ordet kulturmiljövård kom efter 1980-talet att ersätta ordet kulturminnesvård. Förändringen återspeglade ett förändrat perspektiv. Från ”objekt” till ”helheter” och ”miljöer”. Från ”nationella monument” och ”minnesmärken” till ”kulturvärden i folkliga miljöer”. Från ”skydd” till ”vård” och ”varsamt brukande”.
Under 2000-talet har ordet kulturarv blivit allt vanligare, säkert påverkat av det ökade intresset för världsarv. Termen kulturarv används i en vidare mening än kulturmiljö och omfattar även ett immateriellt arv, minnen, föreställningar, berättelser, konst, dans, musik, kunskap, språk med mera. 
Kulturvård används sedan omkring 2010 gemensamt som term för utbildningar av konservatorer och byggnadsantikvarier.

## Kulturmiljöprogram
Många kommuner (och regioner) har tagit fram speciella kulturmiljöprogram, i vilka kommunen (eller länsstyrelsen) lyfter fram de miljöer som anses särskilt viktiga att vårda och värna. De utvalda miljöerna bör ge en bild av områdets historia, representera hela områdets befolkning och omfatta såväl det säregna, det vanliga eller typiska. Kulturmiljöprogrammet ska utgöra en kunskapsbas och vara en vägledande för den fysiska planeringen. Under senare tid har kulturmiljöprogram ofta utnyttjats för att formulera visionära och övergripande framtidsperspektiv med fokus på samverkan och regional utveckling. 

## Klimatförändringarnas påverkan på det materiella kulturarvet
Klimatförändringarna påverkar det materiella kulturarvet vilket resulterar i skador på byggnader och landskap. I takt med exempel ökad nederbörd, havsnivåhöjning eller torka kan risken för exempel vattenskador med algpåväxt, mögeltillväxt och insekter öka, även skogsbränder kan i framtiden utgöra ett hot mot vårt gemensamma kulturarv. Riksantikvarieämbetet (RAÄ) arbetar aktivt med klimatanpassning och energieffektivisering och har i linje med detta arbete släppt rapporten; Klimatanpassning och energieffektivisering - en handlingsplan för kulturhistoriskt värdefull bebyggelse (2015). Syftet är att öka kunskapen och beredskapen, så att skador på kulturarvet kan begränsas och helst undvikas på grund av klimatförändringarna.

## Tidskriften Kulturmiljövård
Kulturmiljövård är även namnet på en tidskrift, som gavs ut av Riksantikvarieämbetet 1989-2004 (åren 1976-1988 hette tidskriften Kulturminnesvård).  